# Rachel Sibner
Rachel Sibner (Los Angeles County, 7 februari 1991) is een Amerikaans actrice.
Ze is vooral bekend geworden door haar rol als Lisa Zemo in Ned's Declassified School Survival Guide, een televisieserie die van 2004 tot 2007 op de Amerikaanse televisie werd uitgezonden. Ze deed ook mee in Desperate Housewives in een bijrol.